# Lehi (Utah)
Lehi je město v okresu Utah County ve státě Utah ve Spojených státech amerických. K roku 2010 zde žilo 47 407 obyvatel, v roce 2000 zde oproti tomu žilo pouhých 19 028 obyvatel. S celkovou rozlohou 69,1 km² byla hustota zalidnění 690 obyvatel na km².